# Oreilla
Oreilla en francés y oficialmente, Orellà en catalán, es una pequeña población y comuna francesa, situada en el departamento de Pirineos Orientales en la región de Languedoc-Rosellón y comarca histórica del Conflent. 
A sus habitantes se les conoce por el gentilicio de oreillanais en francés u orellanenc, orellanenca en catalán.

## Demografía
| 28 | 39 | 30 | 25 | 27 | 15 |
| Para los censos de 1962 a 1999 la población legal corresponde a la población sin duplicidades (Fuente: INSEE [Consultar]) |    |    |    |    |    |